# Kampong Baroe
Kampong Baroe è un comune (ressort) del Suriname di 1.948 abitanti.